# Paeoniaceae
Paeoniaceae é uma família de plantas angiospérmicas (plantas com flor - divisão Magnoliophyta), pertencente à ordem Saxifragales, vulgarmente designadas por peónia (português europeu) ou peônia (português brasileiro).
A ordem à qual pertence esta família está por sua vez incluída na classe Magnoliopsida (Dicotiledóneas): desenvolvem portanto embriões com dois ou mais cotilédones.
O grupo inclui apenas um género, Paeonia L..

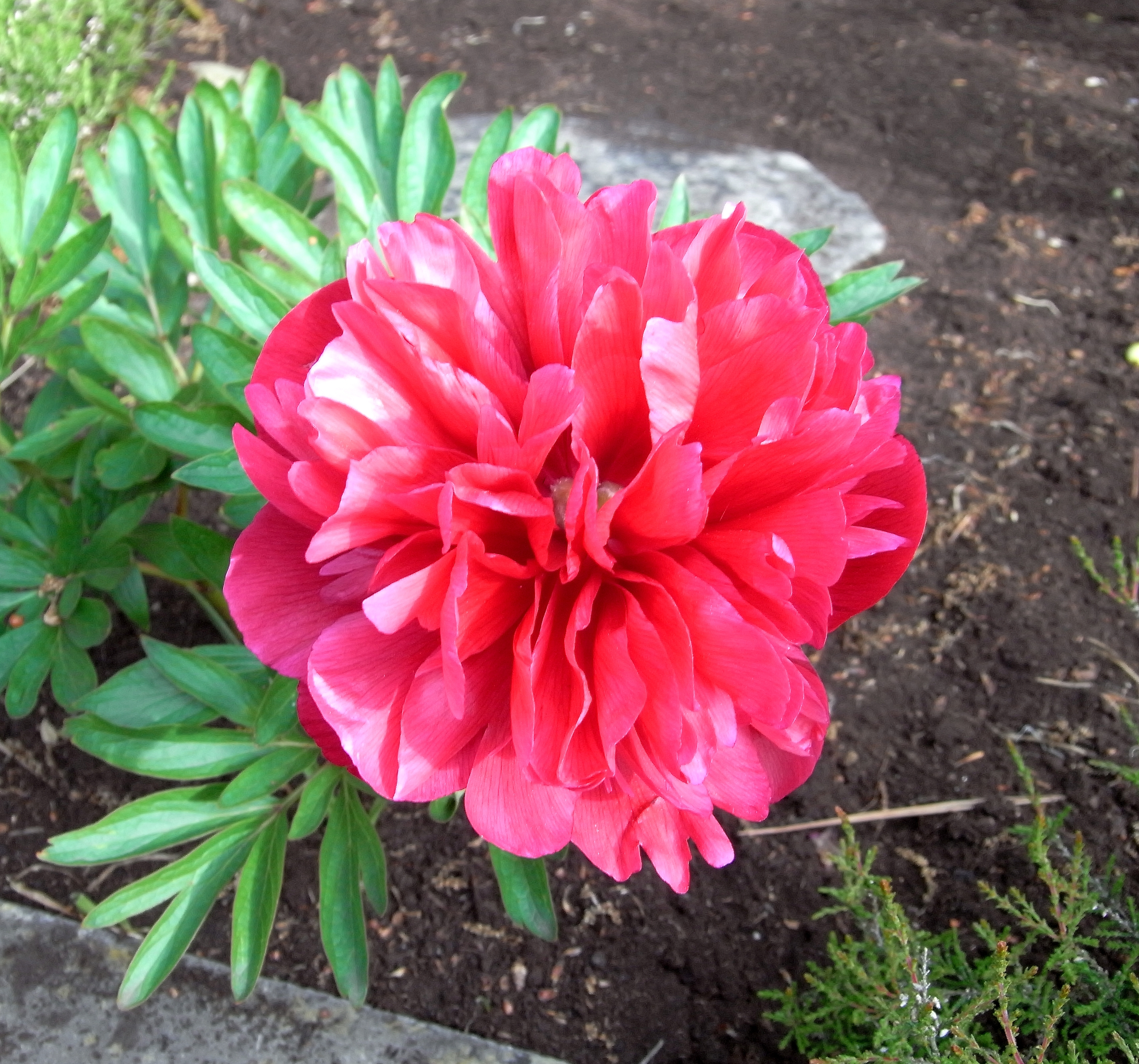

## Espécies
- Espécies arbustivas

| - - Paeonia anomala - Paeonia broteri - Paeonia brownii - Paeonia californica - Paeonia cambessedesii - Paeonia clusii - Paeonia coriacea - Paeonia emodi - Paeonia intermedia - Paeonia japonica - Paeonia kesrouanensis - Paeonia lactiflora | - - Paeonia macrophylla - Paeonia mairei - Paeonia mascula - Paeonia mlokosewitschii - Paeonia obovata - Paeonia officinalis - Paeonia parnassica - Paeonia peregrina - Paeonia rhodia - Paeonia sterniana - Paeonia tenuifolia - Paeonia veitchii |

- Espécies lenhosas

| - - Paeonia decomposita - Paeonia delavayi - Paeonia jishanensis - Paeonia ludlowii - Paeonia ostii | - - Paeonia potaninii - Paeonia qiui - Paeonia rockii - Paeonia suffruticosa |

## Classificação do gênero
| Sistema | Classificação                    | Referência               |
| ------- | -------------------------------- | ------------------------ |
| Linné   | Classe Polyandria, ordem Digynia | Species plantarum (1753) |